# Lisjaki
Lisjaki so naselje v Občini Komen.